# کمرکولی کروپر

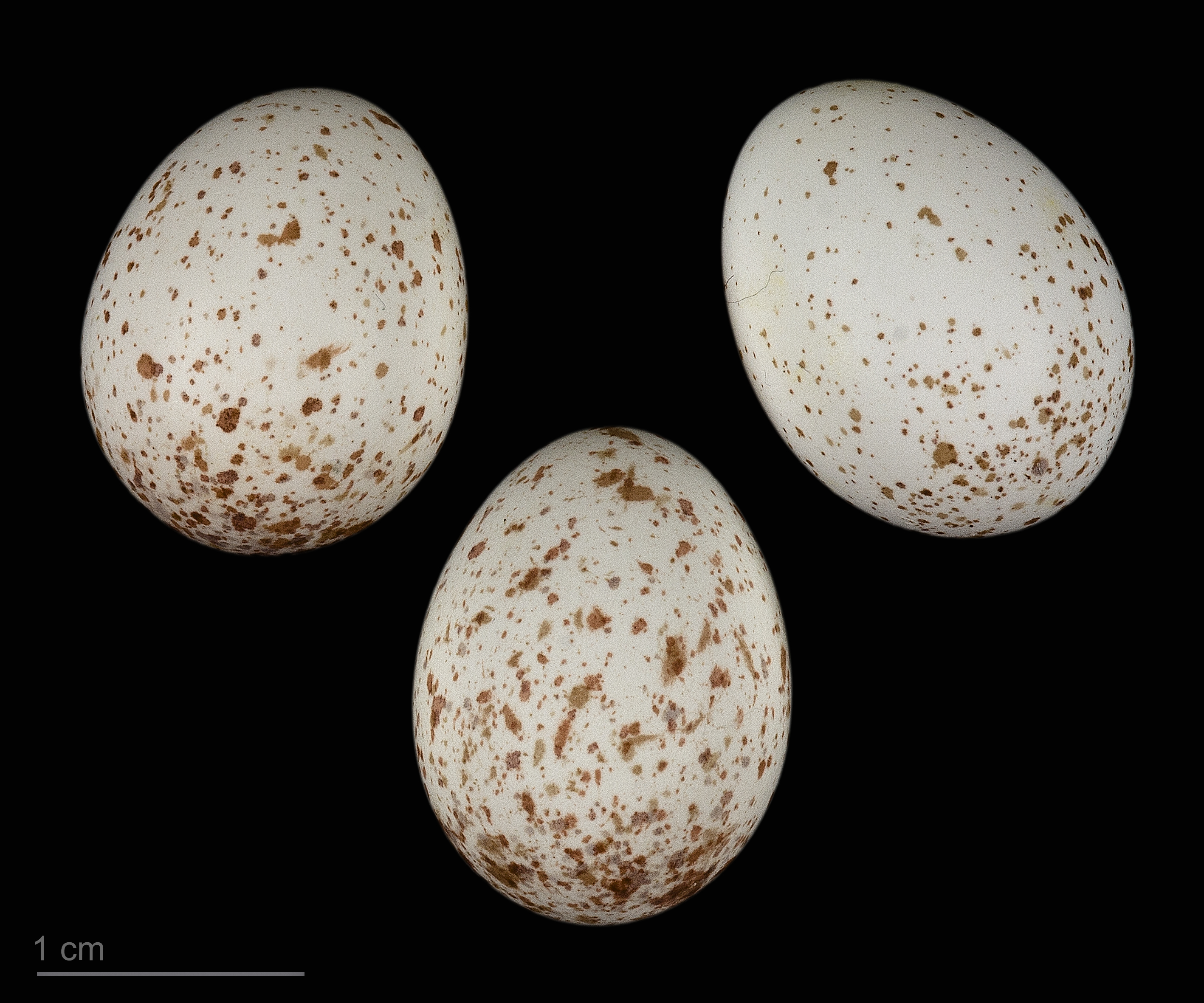
Sitta krueperi

کمرکولی کروپر (نام علمی: Sitta krueperi) نام یک گونه از تیره کمرکولی است.